# Worthing
Worthing è una città e un borough del West Sussex, Inghilterra, Regno Unito.

## Geografia
Si trova ai piedi dei South Downs, 16 km a ovest di Brighton e 29 km a est di Chichester. Con una popolazione stimata di circa 110 000 e un'area di 12,5 miglia quadrate (32,4 km²), il distretto è il secondo componente più grande della conurbazione di Brighton/Worthing/Littlehampton, che lo rende parte della quindicesima area urbana più popolosa nel Regno Unito. Dal 2010, le parti settentrionali del distretto, inclusa la Worthing Downland Estate, fanno parte del South Downs National Park. Nell'aprile 2019, l'Art déco Worthing Pier è stato nominato il migliore in Gran Bretagna.

## Storia
L'area intorno a Worthing è popolata da almeno 6.000 anni e contiene la più grande concentrazione britannica di miniere di selce dell'età della pietra, che sono alcune delle prime in Europa. Situato all'interno del borgo, il forte collinare dell'età del ferro di Cissbury Ring è uno dei più grandi della Gran Bretagna. Worthing significa "(luogo di) popolo di Worth / Worō", dal nome personale inglese antico Worth / Worō (il nome significa "valoroso, uno che è nobile") e -ingas "popolo di" (ridotto a -ing nel nome moderno). La storia documentata di Worthing è iniziata con il Domesday Book. È storicamente parte del Sussex nello rape of Bramber, sebbene Goring, che fa parte dello rape of Arundel, sia stato incorporato nel 1929.
Worthing fu un piccolo villaggio di pescatori di sgombri per molti secoli fino a quando, alla fine del XVIII secolo, si sviluppò in un'elegante località balneare georgiana e attrasse i ben noti e ricchi del tempo. Nel diciannovesimo e ventesimo secolo, l'area era uno dei principali centri di orticultura della Gran Bretagna.
Modern Worthing ha una grande industria dei servizi, in particolare nei servizi finanziari. Ha tre teatri e uno dei cinema più antichi della Gran Bretagna, il cinema Dome. Gli scrittori Oscar Wilde e Harold Pinter hanno vissuto e lavorato in città.

## Monumenti e luoghi d'interesse
- Chiesa di Santa Maria, nel quartiere di Broadwater.
- Castel Goring

## Distretti
- Broadwater
- Durrington
- East Worthing
- Findon Valley
- Goring
- Heene
- High Salvington
- Offington
- Salvington
- West Tarring
- West Worthing